# 孪生素数猜想
孪生素数猜想（英語：Twin prime conjecture）是数论中的一個未解決问题。这个猜想正式由大卫·希尔伯特在1900年国际数学家大会的报告上第8个问题中提出，可以这样描述：
| 存在无穷多个素数p，使得p + 2是素数。 |

其中，素数对(p, p + 2)称为孪生素数。
在1849年，阿尔方·德·波利尼亚克提出了一般的猜想：对所有自然数k，存在无穷多个素数对(p, p + 2k)。k = 1的情况就是孪生素数猜想。

## 哈代-李特尔伍德猜测
1921年，英国数学家戈弗雷·哈罗德·哈代和約翰·恩瑟·李特爾伍德提出了以下的猜想：设 {\displaystyle \pi _{2}(N)} 为前N个自然数里孪生素数的个数。那么
{\displaystyle \pi _{2}(N)\approx \int _{2}^{N}{\frac {\mathrm {d} t}{(\ln t)^{2}}}\approx 2C_{twin}\ {\frac {N}{\ln ^{2}N}}}
其中的常数{\displaystyle C_{twin}}是所谓的孪生素数常数：
{\displaystyle {\begin{aligned}C_{twin}&=\left(1-{\frac {1}{2^{2}}}\right)\left(1-{\frac {1}{4^{2}}}\right)\left(1-{\frac {1}{6^{2}}}\right)\left(1-{\frac {1}{10^{2}}}\right)\cdots \ =\prod _{p>2}\left(1-{\frac {1}{(p-1)^{2}}}\right)\\&=0.6601618158468695739278121\ldots \end{aligned}}}
其中的p表示素数。

## 最新进展
2013年5月14日，《自然》杂志报道，数学家张益唐证明存在无穷多个素数对相差都小于7000万，可以用數式表示為
{\displaystyle \liminf _{n\to \infty }(p_{n+1}-p_{n})<7\times 10^{7}}
此處「{\displaystyle p_{n}}」是第n個質數，「{\displaystyle p_{n+1}-p_{n}}」是質數間隙。
他的工作是對Goldston–Graham–Pintz–Yıldırım的結果的重要改進。張益唐的论文已被《数学年刊》（Annals of Mathematics）於2013年5月21日接受。陶哲軒隨後開始了一個Polymath計畫，由網上志願者合作降低張益唐論文中的上限。截至2014年4月，即張益唐提交證明之後一年，上限已降至246。